# 몽골리언 핑퐁
《몽골리언 핑퐁》(綠草地: Mongolian Ping Pong)은 중국에서 제작된 닝 하오 감독의 2004년 영화이다.

## 출연
- Hurichabilike
- 다와
- Geliban
- Badema
- Yidexinnaribu